# Lega promotrice degli interessi femminili
Lega promotrice degli interessi femminili var en förening för kvinnors rättigheter i Italien, grundad i Milano i december 1880. Det var Italiens första organisation for kvinnors rättigheter.
Sedan 1860-talet hade en feministisk press fört upp feminismen i offentlig debatt i Italien, men det fanns ingen organisation som kunde driva dess frågor. 
Föreningen grundades av den italienska kvinnorörelsens pionjär Anna Maria Mozzoni, då skribent inom den feministiska pressen, och Paolina Schiff. 
Det blev den första feministiska kvinnoorganisationen i Italien. Milano var Italiens största och modernaste storstad, där en arbetarrörelse vid denna tid organiserade sig, och föreningen var allierad med den nyligen grundade arberarföreningen för kvinnor. 
Föreningen drev frågor kring både arbetsförhållanden och lagliga reformer, så som lika lön, faderskapsfrågor och rösträtten. Föreningen fokuserade på lokala frågor, och fokuserade till exempel på lokal rösträtt snarare än nationell. Den blev inte långvarig, men den blev en förebild och spelade en pionjärroll, då andra kvinnoorganisationer bildades i andra städer efter samma mönster, och därmed startade kvinnorörelsen i Italien. 